# 한국 알핀로제 요들클럽
한국 알핀로제 요들클럽(Korea Alpin Rose Yodle Club)은 1969년 창립된 대한민국 대학생 연합 요들 송 동아리이다.
스위스 민요인 요들과 유럽 풍요, 서구의 웨스턴 풍요 뿐만 아니라 가요, 팝송 등을 부르며, 서울·경기지역 2년제 이상 대학생들로 구성되어 있다.
1972년 제1회 발표회를 시작으로 매년 발표회를 개최하고 있다. 요들 송을 부르거나 합창, 연극 무대를 선보이며 대중에게 요들을 홍보하고 있다. 스위스 대사 등 요들과 관련된 국가의 주한 대사들이 발표회 때 축사를 보내기도 한다.
스위스 민족 사절단을 초청하여 2회에 걸친 협연을 하였고, 1979년과 1980년에 스위스를 방문하여 공연하기도 했다. 이 외에도 롯데월드 야외 공연과 각종 도립 주관공연 등 여러 공연에 참가하고 지역방송 및 광고 CM송 녹음 등 다양한 분야에서 활동하고 있다.

## 같이 보기
- 요들 송
- 일기예보
- 공식 클럽 http://cafe.naver.com/
- 관련 보도자료 http://prlink.yonhapnews.co.kr/YNA/Basic/Article/Press/yibw_showpress.aspx?contents_id=RPR20100812030900353%5B깨진+링크(과거+내용+찾기)%5D